# Polyphyllia
Polyphyllia es un género de corales que pertenece a la familia Fungiidae, orden Scleractinia. 
Su esqueleto es macizo y está compuesto de carbonato cálcico. Tras la muerte del coral, su esqueleto contribuye a la generación de nuevos arrecifes en la naturaleza, debido a que la acción del CO2 convierte muy lentamente su esqueleto en bicarbonato cálcico, sustancia ésta asimilable directamente por las colonias coralinas.

## Especies
El Registro Mundial de Especies Marinas reconoce las siguientes especies, valorando la UICN su estado de conservación:
- Polyphyllia novaehiberniae (Lesson, 1831) Estado: Casi amenazada[2]
- Polyphyllia talpina (Lamarck, 1801) Estado: Preocupación menor[3]

Especies aceptadas como sinonimia:
- Polyphyllia fungia Dana, 1846 aceptada como Polyphyllia talpina (Lamarck, 1801)
- Polyphyllia galeriformis Dana, 1846 aceptada como Polyphyllia novaehiberniae (Lesson, 1831)
- Polyphyllia leptophylla Ehrenberg, 1834 aceptada como Polyphyllia talpina (Lamarck, 1801)
- Polyphyllia pelvis Quoy & Gaimard, 1833 aceptada como Polyphyllia talpina (Lamarck, 1801)
- Polyphyllia pileiformis Dana, 1846 aceptada como Polyphyllia novaehiberniae (Lesson, 1831)
- Polyphyllia producta Folkeson, 1919 aceptada como Polyphyllia talpina (Lamarck, 1801)
- Polyphyllia sigmoides Ehrenberg, 1834 aceptada como Polyphyllia talpina (Lamarck, 1801)
- Polyphyllia substellata Milne Edwards & Haime, 1851 aceptada como Polyphyllia novaehiberniae (Lesson, 1831)

## Morfología
Los corales Polyphyllia son pólipos solitarios libres, que, cuando alcanzan la madurez, pueden desplazarse. Durante su juventud están anclados a rocas mediante una especie de tallo que se romperá, dejando libre de movimientos al coral. Secretan un coralum, o esqueleto, en forma alargada, y de superficie superior arqueada o aplanada. Tienen un surco axial en el centro, del que parten radialmente los septa hacia el perímetro. En dicho centro, se sitúan las stomata, o bocas del animal. El muro del coralum es perforado y sin granulaciones. Los septa tienen denticiones finas, y están recubiertos de hileras de granulaciones perpendiculares al margen. Los costae muestran espinas romas y granuladas.
Alcanzan los 53 cm de largo, en el caso de P. talpina, mientras que P. novaehiberniae tiene un diámetro máximo de 38 cm.
Los tentáculos son largos y presentan unas células urticantes denominadas nematocistos, empleadas en la caza de presas de plancton. Durante el día suelen tener expandidos los tentáculos, proporcionándoles un aspecto peludo.
La gama de colores varía del ocre al marrón, gris o verdoso.

## Galería

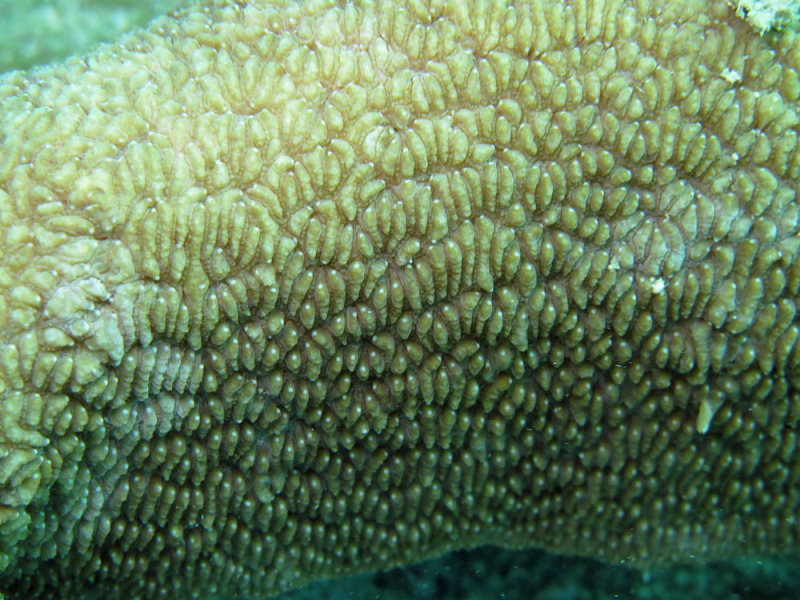
Coralum de P. talpina con tentáculos retraídos
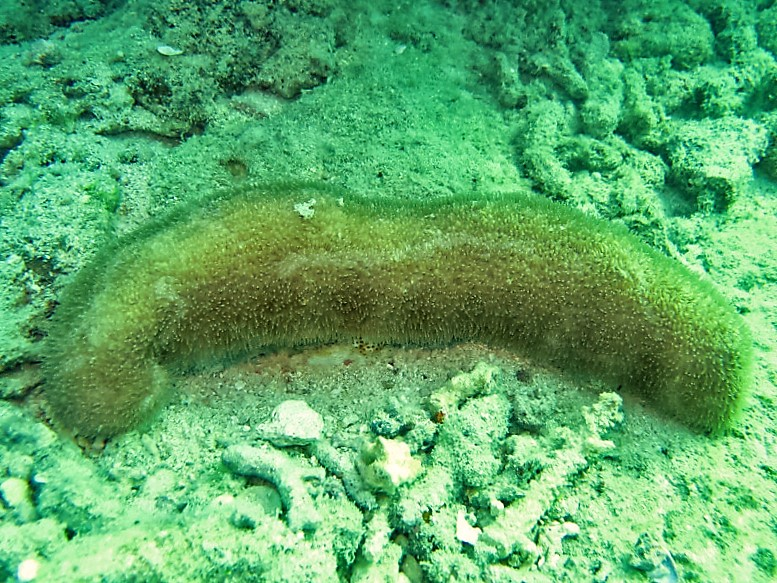
P. talpina en isla Lizard, Australia
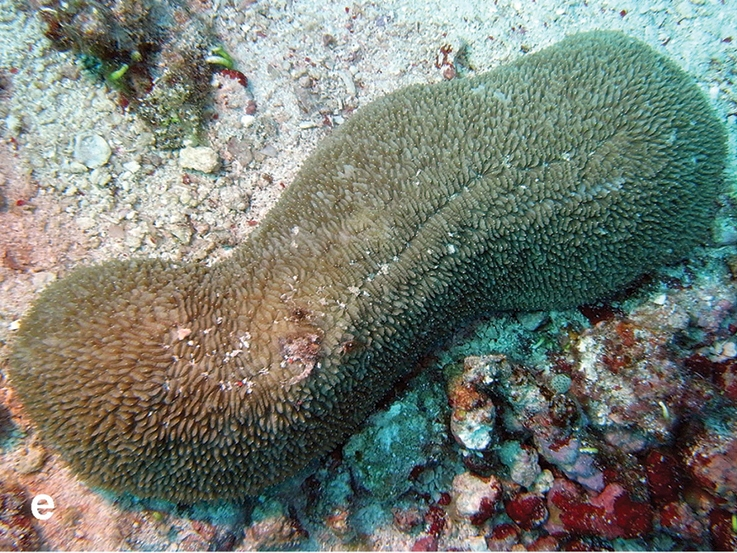
P.talpina en islas Spratly
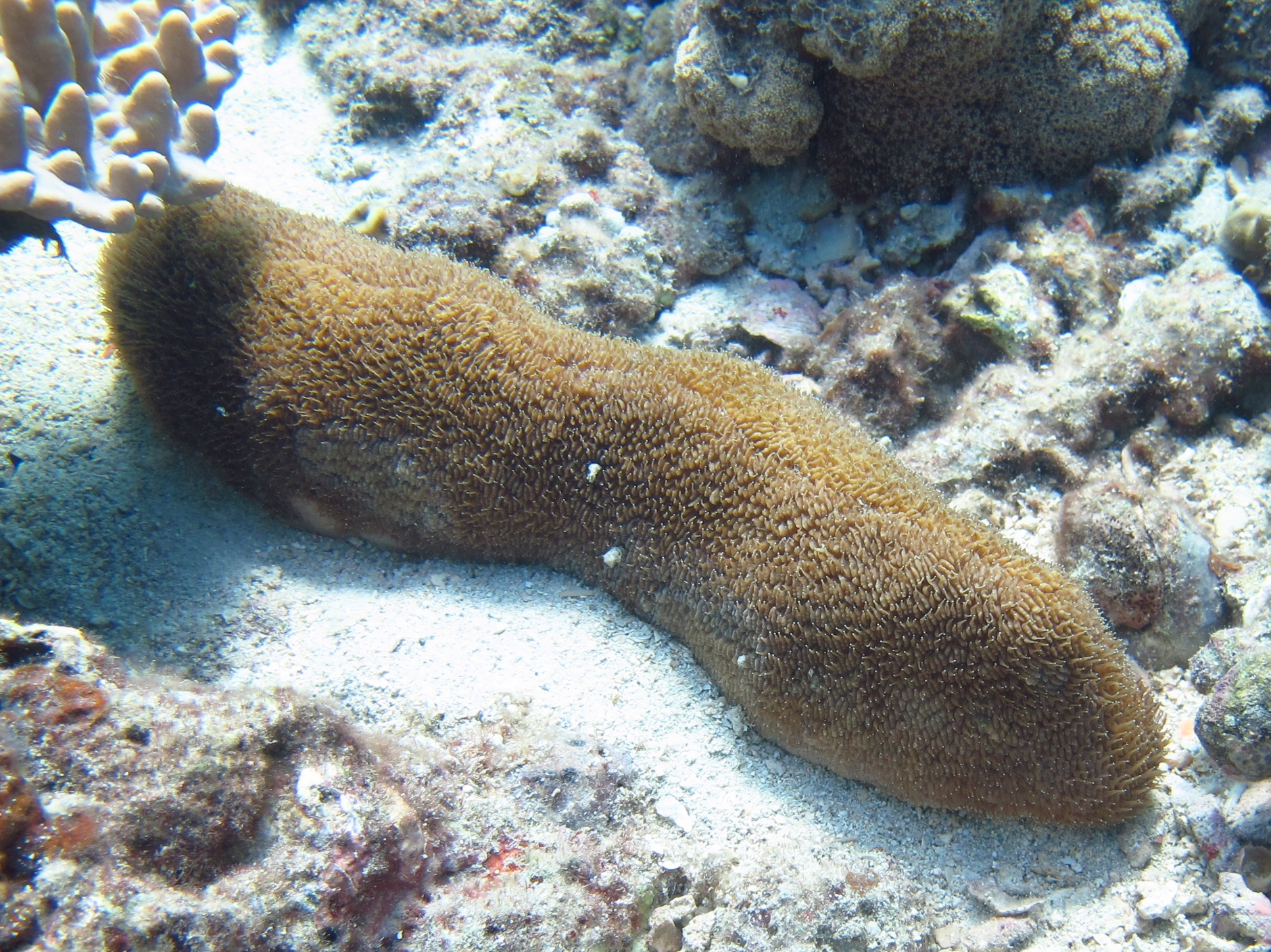
P. talpina en isla Masig, Australia

## Hábitat  y distribución
Viven en arrecifes localizados en los mares tropicales (a una latitud situada entre 30ºN y 20ºS) en zonas poco profundas, de 1 a 30 m, bien iluminadas y cercanas a las costas. Mayoritariamente se encuentran en fondos rocosos de laderas y en sustratos arenosos del arrecife, entre lagunas y zonas protegidas de fuertes corrientes . 
Sus especies son comunes, y están ampliamente distribuidas por el océano Indo-Pacífico, desde las costas del África oriental, y por todo el Indo-Pacífico tropical, hasta el Pacífico central.

## Alimentación
Contienen algas simbióticas llamadas zooxantelas. Las algas realizan la fotosíntesis produciendo oxígeno y azúcares, que son aprovechados por los pólipos, y se alimentan de los catabolitos del coral (especialmente fósforo y nitrógeno). Esto les proporciona entre el 70 y el 95% de sus necesidades alimenticias. El resto lo obtienen atrapando plancton y materia orgánica disuelta en el agua.

## Reproducción
Se reproducen asexualmente mediante gemación, y sexualmente, lanzando al exterior sus células sexuales. En este tipo de reproducción, la mayoría de los corales liberan óvulos y espermatozoides al agua, siendo por tanto la fecundación externa.  Los huevos una vez en el exterior, permanecen a la deriva arrastrados por las corrientes varios días, más tarde se forma una larva plánula que cae al fondo, se adhiere a él, y tras metamorfosearse a pólipo, secreta carbonato cálcico para conformar un esqueleto, o coralito.